# The Roaring Lion

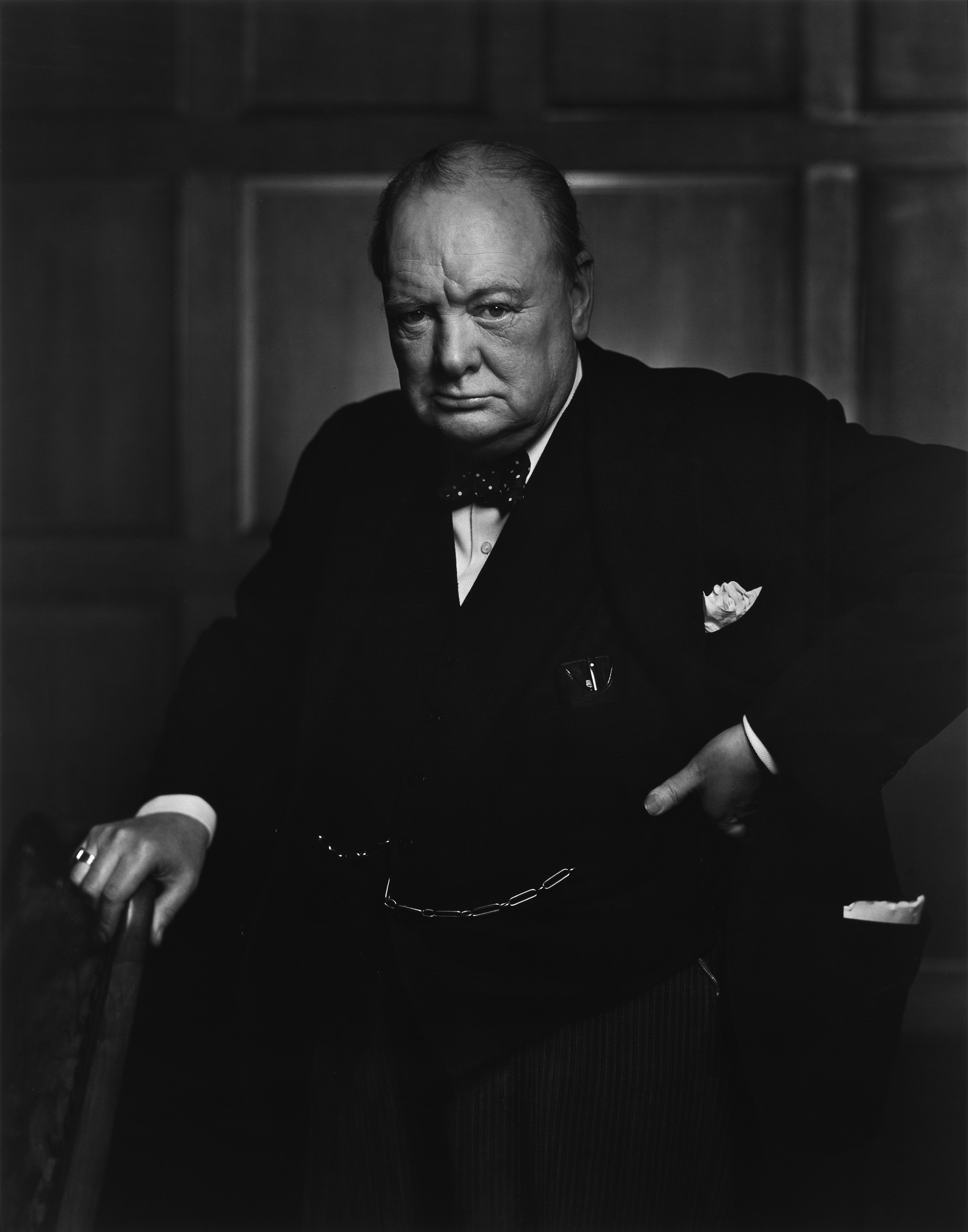
The Roaring Lion

The Roaring Lion (pol. „ryczący lew”) – portretowa fotografia premiera Wielkiej Brytanii Winstona Churchilla, wykonana 30 grudnia 1941 roku przez ormiańsko-kanadyjskiego fotografa Yousufa Karsha w Centre Block na Wzgórzu Parlamentarnym w kanadyjskim mieście Ottawa w prowincji Ontario. 
Zdjęcie zostało zrobione w sali przewodniczącego kanadyjskiej Izby Gmin w parlamencie w Ottawie po tym, jak Churchill wygłosił przemówienie na temat II wojny światowej do kanadyjskich członków parlamentu. Zaaranżował je kanadyjski premier William Lyon Mackenzie King.
Churchill na fotografii jest szczególnie znany ze swojej postawy i wyrazu twarzy, które porównuje się z uczuciami wojennymi, jakie panowały w Wielkiej Brytanii – wytrwałością w obliczu wszechogarniającego wroga. Sesja zdjęciowa była krótka i tuż przed jej rozpoczęciem Karsh poprosił premiera o odłożenie cygara, ponieważ dym zakłócałby obraz. Churchill odmówił, więc tuż przed zrobieniem zdjęcia Karsh wyjął cygaro z jego ust. Według fotografa Churchill „wyglądał tak wojowniczo, że mógł mnie pożreć”. Jego grymas został porównany do „ostrego spojrzenia, jakby konfrontował się z wrogiem”. USC Fisher Museum of Art z siedzibą w Los Angeles określiło zdjęcie jako „wyzywający i ponury portret, który stał się natychmiast ikoną brytyjskiego sprzeciwu wobec faszyzmu”.
The Roaring Lion pojawił się na okładce amerykańskiego czasopisma Life 21 maja 1945 roku, który kupił go za 100 dolarów. Fotografia wisi na ścianie sali przewodniczącego Izby Gmin Kanady, gdzie została wykonana. Wizerunek Churchilla oparty na fotografii znajduje się na angielskim banknocie 5-funtowym wprowadzonym do obiegu 13 września 2016 roku.